# Hapalogenys nigripinnis
Hapalogenys nigripinnis is een straalvinnige vissensoort uit de familie van grombaarzen (Hapalogenyidae). De wetenschappelijke naam van de soort is voor het eerst geldig gepubliceerd in 1843 door Temminck & Schlegel.